# Liste von Glasmalereiwerkstätten
Dies ist eine Liste von Glasmalereiwerkstätten.

## Deutschland
- Mayer’sche Hofkunstanstalt, München
- Bayerische Hofglasmalerei Gustav van Treeck, München
- Glasmalerei Derix, Düsseldorf
- Derix Glasstudio, Taunusstein
- Glasmalereianstalt Ferdinand Müller, Quedlinburg
- Glasmalerei Sattler, Scheuring
- Glasmalerei Oidtmann, Linnich
- Glasmalerei Peters, Paderborn
- Glaswerkstätte Rothkegel, Würzburg[1]
- Glaswerkstätten F. Schneemelcher, Quedlinburg
- Bayerische Hofglasmalerei Georg Schneider, Regensburg
- Glasmalereiwerkstatt Christian W. Anemüller, Dresden, ab 1890/91 Anemüller’s Nachfolger (M.F.Rich. Schlein, Zittau)
- Glasmalerei- und Glasschleifereiwerkstatt Oskar Fritz Beier, vormals Beier & Walther, Dresden

## Frankreich
- Glasmalerei Avelin
- Glasmalerei Champigneulle
- Glasmalerei Dor
- Glasmalerei Duchemin
- Glasmalereiwerkstatt der Karmelitinnen von Le Mans
- Glasmalerei Le Vieil

## Österreich
- Tiroler Glasmalerei und Mosaik Anstalt
- Glasmalerei Werkstätte Stift Schlierbach

## Schweiz
- Glasmalerei Meyner & Booser, Winterthur (1893–1904)